# Daniel Bursch
Daniel Wheeler Bursch (Bristol, 25 luglio 1957) è un ex astronauta e ingegnere statunitense.